# Пела (дим)
Пе́ла (греч. Δήμος Πέλλας) — община (дим) в Греции. Входит в одноимённую периферийную единицу в периферии Центральная Македония. Население 63 122 жителя по переписи 2011 года. Площадь 669,22 квадратного километра. Плотность 94,32 человека на квадратный километр. Административный центр — Яница, исторический центр — Пела. Димархом на местных выборах 2014 года избран Григорис Стамкос (Γρηγόρης Στάμκος).
Создана в 1989 году (ΦΕΚ 251Α). В 2010 году (ΦΕΚ 87Α) по программе «Калликратис» к общине присоединены упразднённые общины Кирос, Крия-Вриси, Мегас-Александрос и Яница.

## Административное деление
Община (дим) Пела делится на 5 общинных единиц.

## Галерея

Административное деление общины: 1 — Яница 2 — по часовой стрелке сверху: Кирос, Пела, Крия-Вриси, Мегас-Александрос
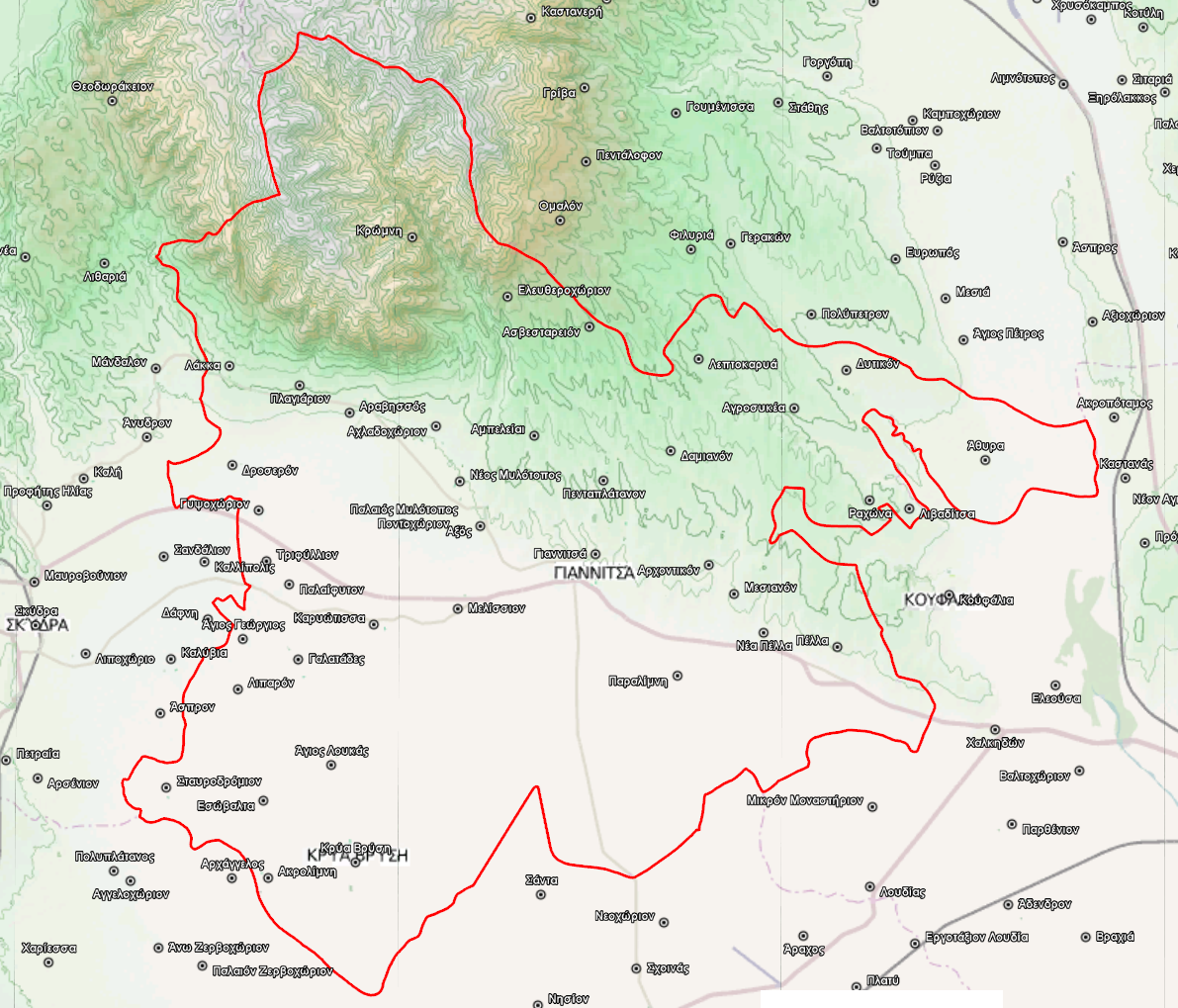
Топографическая карта общины
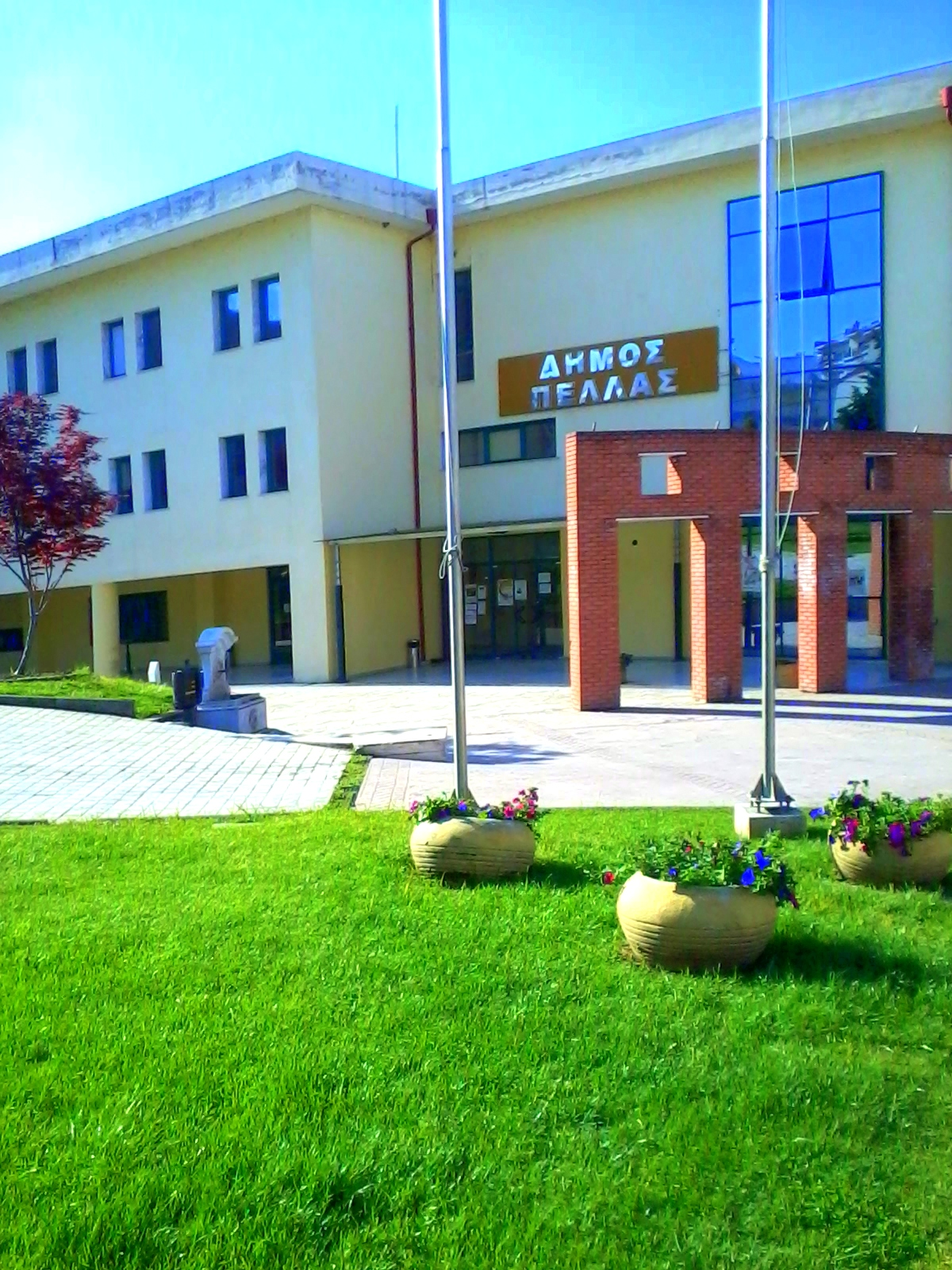
Здание администрации